# Saint-Palais-sur-Mer
Saint-Palais-sur-Mer è un comune francese di 4 048 abitanti situato nel dipartimento della Charente Marittima nella regione di Nuova Aquitania.

## Società

### Evoluzione demografica
Abitanti censiti